# 山姆·倫德霍姆
山姆·倫德霍姆（英語：Sam Lundholm；1994年7月1日—）是一位瑞典足球運動員。在場上的位置是中場。他現在效力於瑞典足球超級聯賽球隊AIK足球會。